# 近藤達成
近藤 達成（こんどう たつなり、1963年11月18日 - ）は元ピンボールのボーカル。静岡市生まれ。

## 来歴
第29回ヤマハポピュラーソングコンテスト東海大会でグランプリ。全国大会で入賞。
1986年5月25日 『失恋ダイナマイト』でデビュー。ポリドール・レコード 財団法人ヤマハ音楽振興会 オリコン34位 ライブ テレビ ラジオで活躍。
その後はソロで歌ったりバンド515を結成して活動しています。
| スタブアイコン | サブスタブ | この項目は、まだ閲覧者の調べものの参照としては役立たない、音楽関係者（バンド等）に関連した書きかけの項目です。この項目を加筆・訂正などしてくださる協力者を求めています（P:音楽/PJ:芸能人）。 |